# Kościół św. Stanisława Kostki w Ościęcinie
Kościół św. Stanisława Kostki w Ościęcinie – katolicki kościół filialny zlokalizowany we wsi Ościęcin w gminie Gryfice, w powiecie gryfickim (województwo zachodniopomorskie). Należy do parafii Matki Bożej Częstochowskiej w Świeszewie.

## Historia i architektura
Wzniesiony w 1842 roku w stylu neoromańskim kościół murowany jest z kamienia i cegły. Jest budowlą salową, rozplanowaną na rzucie prostokąta. Kryty jest dachówką. W połaci dachowej osadzona jest drewniana wieża na planie kwadratu, w wyższej partii przechodząca w ośmiobok, nakryta spiczastym hełmem. Zakończone ostrołukowo okna świątyni wypełnione są szkłem ołowiowym.
Wnętrze kościoła nakrywa drewniany, belkowany strop. Nad wejściem znajduje się drewniana empora chórowa ze zdewastowanym prospektem organowym. W oddzielonym od nawy niewielkim prezbiterium umieszczony jest barokowy ołtarz ze wstawionymi obrazami św. Stanisława Kostki i Matki Bożej Częstochowskiej. Zachowały się również fragment barokowej ambony i ławki.
Po zakończeniu II wojny światowej kościół został poświęcony jako świątynia katolicka w dniu 1 grudnia 1945 roku. W latach 1945–1959 kościół był filią parafii św. Andrzeja Boboli w Golczewie.